# Kielmeyera peruviana
Espèce
Classification phylogénétique
Statut de conservation UICN

 VU  : Vulnérable
Kielmeyera peruviana est une espèce de plantes à fleurs du genre Kielmeyera et de la famille des Clusiaceae (ou Guttiferae) selon la classification classique, des Calophyllaceae, selon la classification phylogénétique.
C'est un arbre que l'on trouve au Pérou.